# Министерство иностранных дел и по делам экспатриантов Сирии
Министерство иностранных дел и по делам экспатриантов Сирии (араб. وزارة الخارجية والمغتربين السورية‎; аббрев. МИД Сирии) — сирийский орган исполнительной власти, отвечающий за реализацию внешней политики страны и защищающий интересы сирийского народа, а также представляющий страну за рубежом и в международных организациях.

## Список министров
- 1920 — Авни Абдул Хади
- 1920 — Абдуррахман Шахбендер
- 1920 — Ала ад-Дин ад-Дуруби Баша
- 1936 — 1939 — Саадаллах аль-Джабири
- 1939 — Фарис аль-Хури
- 1939 — Халед аль-Азем
- 1941 — 1943 — Фарис аль-Хури
- 25 марта — 19 августа 1943 — Наим Антаки[англ.]
- 19 августа 1943 — 24 августа 1945 — Джамиль Мардам-Бей
- 24 августа — около 1945 — Михаил Ильян
- 1945 — 27 декабря 1946 — Саадаллах аль-Джабири
- 27 декабря 1946 — 6 ноября 1947 — Наим Антакиen[англ.]
- 6 ноября 1947 — 1948 — Джамиль Мардам-Бей
- 1948 — Мухсин аль-Барази
- 1948 — 1949 — Халед аль-Азем
- до 25 июня 1949 — Адиль Арслан[англ.]
- 25 июня — 14 августа 1949 — Мухсин аль-Барази
- 14 августа — около 1949 — Назим аль-Кудси
- 1949 — 1950 — Халед аль-Азем
- 1950 — 1951 — Назим аль-Кудси
- 1951 — Халед аль-Азем
- август — ноябрь 1951 — Файди аль-Атасси[араб.]
- ноябрь 1951 — 7 июня 1952 — Шакир аль-Ас
- 7 июня 1952 — 11 июля 1953 — Дафир аль-Рифаи[араб.]
- 11 июля 1953 — 1954 — Халиль Мардам-бей
- 1954 — Файди аль-Атасси[араб.]
- 1954 — Иззат Саккал
- 1954 — 1955 — Файди аль-Атасси[араб.]
- 1955 — Халед аль-Азем
- 1955 — 14 июня 1956 — Саид аль-Гази
- 14 июня 1956 — октябрь 1958 — Салах ад-Дин Битар
- октябрь — около 1961 — Маамун аль-Кузбари
- около 1961 — 22 декабря 1961 — Иззат ан-Нусс
- 22 декабря 1961 — 28 марта 1962 — Мааруф ад-Давалиби
- 28 марта — 20 июня 1962 — Аднан Азхари[араб.]
- 20 июня — 17 сентября 1962 — Джамаль аль-Фарра[араб.]
- 17 сентября 1962 — 9 марта 1963 — Асад Махассен
- 9 марта — 12 ноября 1963 — Салах ад-Дин Битар
- 12 ноября 1963 — 22 сентября 1965 — Хасан Мрайвед
- 22 сентября — 21 декабря 1965 — Ибрагим Махус
- 21 декабря — 1 марта 1966 — Салах ад-Дин Битар
- 1 марта 1966 — 29 октября 1968 — Ибрагим Махус
- 29 октября 1968 — 1969 — Мухаммед Ашави
- 1969 — 5 июля 1970 — Мустафа аль-Саид
- 5 июля 1970 — 1 октября 1984 — Абдель Халим Хаддам
- 1 октября 1984 — 21 февраля 2006 — Фарук Шараа
- 21 февраля 2006 — 16 ноября 2020 — Валид аль-Муаллем
- 22 ноября 2020 — 23 сентября 2024 — Фейсал Микдад
- 23 сентября — 8 декабря 2024 — Бассам Саббаг
- с 21 декабря 2024 — Асаад Хасан аш-Шибани